# Luca Napolitano
Luca Napolitano (* 5. Mai 1986 in Avellino) ist ein italienischer Popsänger.

## Leben und Wirken
Einem breiten Publikum wurde er durch seine Teilnahme an der achten Staffel der Castingshow Amici di Maria De Filippi bekannt, aus der er Anfang 2009 als Drittplatzierter hervorging.
Seine daraufhin veröffentlichte EP Vai erreichte Platz 5 der italienischen Hitparade und wurde für mehr als 50.000 verkaufter Einheiten mit einer Goldenen Schallplatte ausgezeichnet. Im Herbst 2009 wurde das Debütalbum L’infinito veröffentlicht.
2010 wurde er mit einem Wind Music Award ausgezeichnet.

## Diskografie

### Alben
- L’infinito (2009)
- Fino a tre (2011)

### EPs
- Vai (2009)
- Di me (2010)

### Singles
- Vai (2009)
- Forse forse (2009)
- Da quando ti conosco (2009)
- L’infinito (2009)
- A sud di NY  (feat. Federica Camba) (2010)
- Fino a tre (Turn Around)  (mit TinkaBelle) (2011)
- Risvegli (2011)

## Belege
1. 1 2  Chartquellen: CH IT
2. ↑  Auszeichnungen für Musikverkäufe: IT